# Richardson Range
Richardson Range är ett berg i Kanada.   Det ligger i Regional District of Kitimat-Stikine och provinsen British Columbia, i den sydvästra delen av landet, 3 900 km väster om huvudstaden Ottawa. Toppen på Richardson Range är 315 meter över havet, eller 159 meter över den omgivande terrängen. Bredden vid basen är 1,8 km. Richardson Range ligger på ön Princess Royal Island.
Terrängen runt Richardson Range är kuperad åt nordost, men åt sydväst är den platt. Havet är nära Richardson Range söderut. Trakten är glest befolkad. Det finns inga samhällen i närheten. 
I omgivningarna runt Richardson Range växer i huvudsak barrskog.